# Гугенотський хрест

Гугенотський хрест

Хрест ордену Holy Spirit

Гугенотський хрест — християнський релігійний символ, який виник у Франції, і є одним з найвпізнаваніших і найпопулярніших символів Реформатської віри. Хрест також є частиною логотипу Реформатської церкви Франції (фр. L'Eglise Réformée de France, ÉRF).
Вважається, що хрест придумав і виготовив золотих і срібних справ майстер Містр з Німу в 1688 р. За основу був узятий Мальтійський хрест. Після скасування Нантського едикту хрест увійшов у загальний обіг серед  гугенотів як підтвердження віри власника. Підвісний голуб був доданий як символ Святого Духа, але через жахливі переслідування його замінювали перлами, що символізують сльози.

## Символіка
Символіка гугенотського хреста особливо багата.
- Хрест, як видатний символ християнської віри, представляє не тільки смерть Христа, але також перемогу над смертю і нечестивістю. Те ж саме символізує Мальтійський хрест.
- Вісім крапок символізують вісім євангельських заповідей блаженства (Мф 5:3-12)
- Чотири геральдичних лілії символізують чотири Євангелія Нового Завіту. Кожна лілія має три пелюстки, всього дванадцять пелюсток — за числом апостолів.
- Простір між ліліями, що нагадує серце, уособлює вірність. Вважають, що такою була печатка Жана Кальвіна.
- Підвісний голуб символізує Святий Дух (Рим. 5:16). Як уже писалося вище, в часи переслідувань голуб замінювався перлом, який мав символізувати сльозу.